# Gardone Val Trompia
Gardone Val Trompia là một đô thị thuộc tỉnh Brescia trong vùng Lombardia ở Ý. Đô thị này có diện tích 26 km², dân số 10.936 người.
Đô thị này có các làng sau: Magno.
Đô thị này giáp với các đô thị sau: Marcheno, Marone, Polaveno, Sale Marasino, Sarezzo.